# Hermann Gustav Hasse
Hermann Gustav Hasse (* 18. April 1811 in Oberblauenthal; † 16. Juni 1892 in Kühren) war ein deutscher evangelisch-lutherischer Pfarrer und Autor.

## Leben und Wirken
Hasse war ein Sohn des Hammerwerksinspektors Traugott Leberecht Hasse in Wolfsgrün. Nach dem Schulbesuch und der theologischen Ausbildung an der Universität Leipzig wurde er 1845 Pfarrer in Leulitz und 1860 Pfarrer in der Stadt Mügeln.
Ab 1865 war er Pfarrer und Superintendent zu Frauenstein. 1883 erfolgte seine Emeritierung.
Hasse war Mitglied der historisch-theologischen Gesellschaft zu Leipzig.

## Publikationen (Auswahl)
- Geschichte des Anfangs der politischen Einheit Deutschlands, nach den Quellen bearbeitet. Carl Moritz Gärtner, Schneeberg 1844 (Link zum Digitalisat)
- Abriß der meißnisch-albertinisch-sächsischen Kirchengeschichte. Leipzig, 1847.
  - Abriß der meißnisch-albertinisch-sächsischen Kirchengeschichte. Erste Hälfte. Bis zur Einführung der Reformation. Wilhelm Engelmann, Leipzig 1846 (Link zum Digitalisat)
- Sächsischer Haustempel. Evangelien-Predigten sächsischer Geistlichen. Grimma, 1849.
- als Hrsg.: A. Vinet's Pastoral-Theologie oder Lehre Lehre vom Dienst am Evangelium, nach der Pariser Ausgabe von 1850 deutsch bearbeitet, mit kritischen Anmerkungen vom lutherischen und deutschen Standpunkt. Grimma, 1852.
- Das Leben des verklärten Erlösers im Himmel. Ein Beitrag zur biblischen Theologie. Leipzig 1854.
- Justus Jonas' Leben für Christliche Leser insgemein aus den Quellen erzählt. 1862.
- Die Zeichensprache der evangelisch lutherischen Kirche etymologisch. Leipzig 1877.